# In Summer
In Summer é uma canção da Disney para o filme Frozen, composta no ano de 2012 pelo casal Kristen Anderson-Lopez e Robert Lopez.

## Sinopse
A canção é realizada por Olaf (dublado por Josh Gad), e é uma cena cômica e irônica, em que Olaf expressa como ele quer experimentar a temporada de verão. Ele é visto em várias posições, inclusive em tons, relaxando em uma banheira de hidromassagem, brincando em uma praia, dançando em torno de bonecos de areia, e em um relaxante piquenique, sem saber que ele, como um boneco de neve vai derreter, e, portanto, seu sonho será em vão. A canção é considerada sombriamente cômica em grande parte porque cada coisa que Olaf faz é algo que só vai fazê-lo derreter mais rápido.